# Liste technischer Denkmäler in Deutschland
Die Liste technischer Denkmäler in Deutschland gibt einen Überblick über technische und Industriedenkmäler in Deutschland und befindet sich noch im Aufbau.

## Baden-Württemberg
- Crailsheim: Wasserturm Crailsheim
- Fröhnd: Fröhnder Klopfsäge

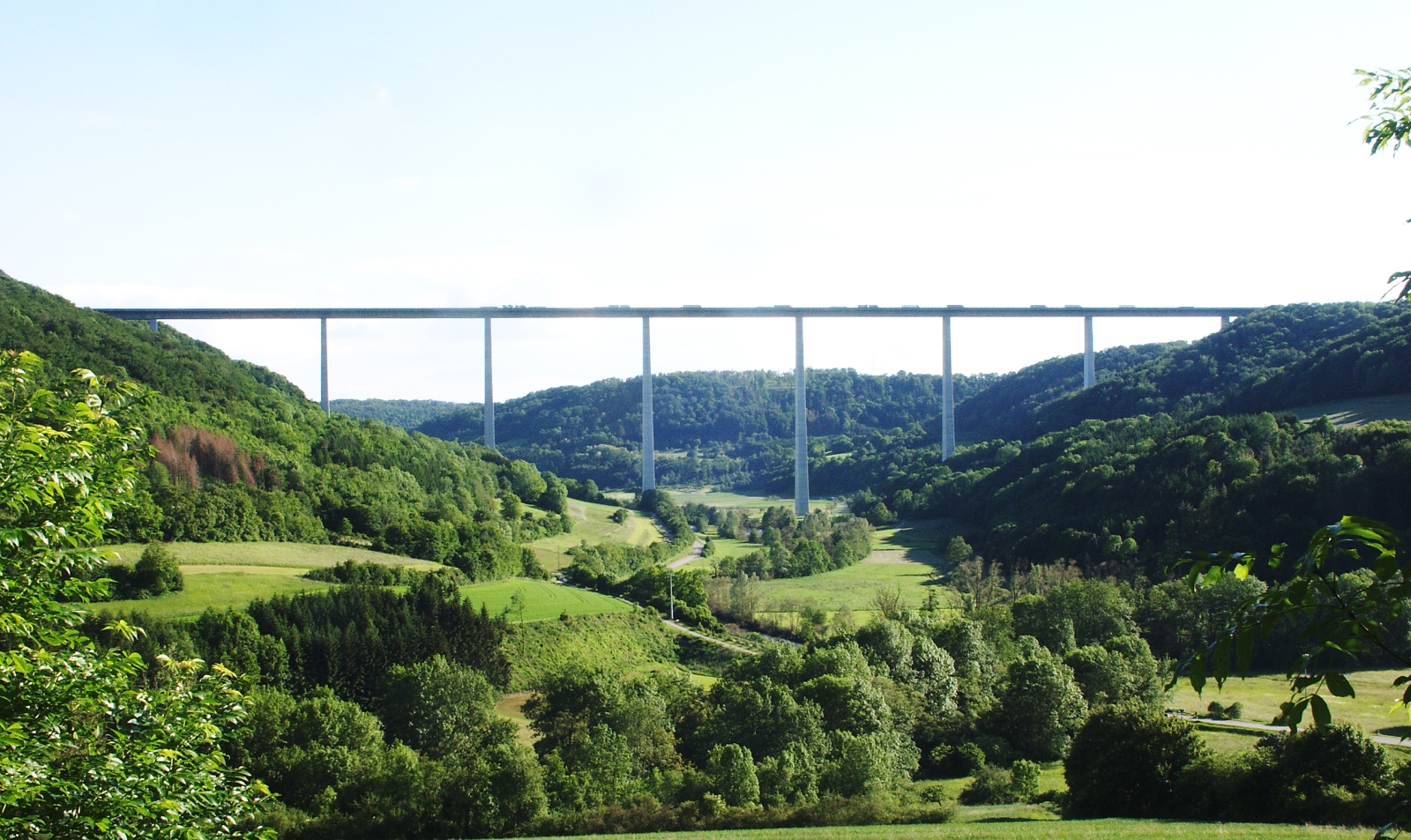
Kochertalbrücke

- Geislingen am Kocher: Kochertalbrücke
- Heidelberg: Bergbahn
- Heidelberg: Staustufe Heidelberg
- Heidelberg: Staustufe Neckargemünd
- Heidelberg: Stauwehr Wieblingen
- Heidelberg: Wasserturm (Czernyring)
- Heidelberg: Tankturm
- Mannheim: Wasserturm (Mannheim)
- Stuttgart: Gaswerk Stuttgart-Gaisburg
- Stuttgart: Stuttgarter Fernsehturm

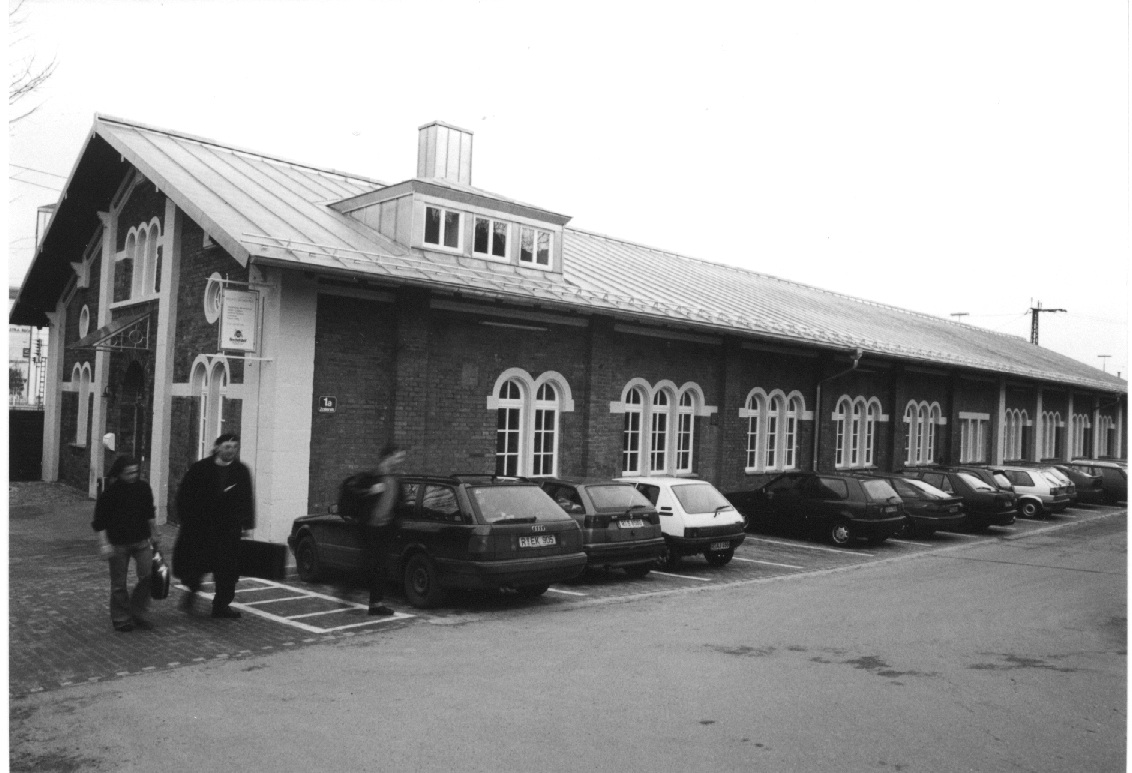
Ehemalige Ostbahn-AG Wagen-Remise.
Heute Musik-Akademie

- Waldachtal: Mönchhof-Sägemühle

## Bayern
- Augsburg: Augsburger Textilviertel
- Augsburg: Gaswerk Augsburg
- Augsburg: Historisches Wasserwerk am Hochablass
- Bad Reichenhall: Alte Saline
- Bad Reichenhall: Brunnhaus Fager
- Bad Reichenhall: Brunnhaus Seebichl
- Bad Reichenhall: Bürgerbräu Bad Reichenhall
- Bad Reichenhall: Luitpoldbrücke
- Bad Reichenhall: Predigtstuhlbahn
- Bad Reichenhall: Saalachkraftwerk Bad Reichenhall
- Bad Reichenhall: Triftanlagen
- Fossa Carolina
- Garching: Atomei
- Ludwig-Donau-Main-Kanal
- Lauf a. d. Pegnitz: Ventilfabrik Dietz & Pfriem, heute Bestandteil des Industriemuseums Lauf
- Raisting: Radom Raisting
- Regensburg: Eiserner Steg. Donau-Übergang auf zwei Strompfeilern unter Denkmalschutz. Ehem. LZ-Brücke der Deutschen Wehrmacht zweitverwendet. Geschraubte Fachwerkkonstruktion aus Stahl, 1947.
- Regensburg: Mittelalterliches Zant- und Ingolstterhaus. Standorte der Schnupftabakfabrikation Gebrüder Bernard mit Kollergang und Stampfwerk
- Regensburg:Stadtlagerhaus im Hafen. (1911).Hoch technisiertes Gebäude mit  elektrischen Zentralschaltanlage von der aus sämtliche Maschinen bedient wurden. Der erhaltene Maschinenpark steht wie das Gebäude unter Denkmalschutz
- Regensburg: Gaswerk Regensburg. Drei frühe Industrie-Hallenbauten (um 1900) mit neuartigen Tragwerkssystemen, die den Bau von weiten, stützenfreien Räumen ermöglichten und ein ungewöhnlich detailreich erhaltener Scheibengasbehälter.
- Regensburg: Ostbahn-AG Eisenbahnwagen-Remise (1857), ehemaliger Standort Bahnhof, 1888 verlagert und heute genutzt als Schulgebäude der Musik-Akademie
- Walchensee: Kraftwerk Walchensee
- Würzburg: Alter Kranen

## Berlin
- AEG-Turbinenfabrik

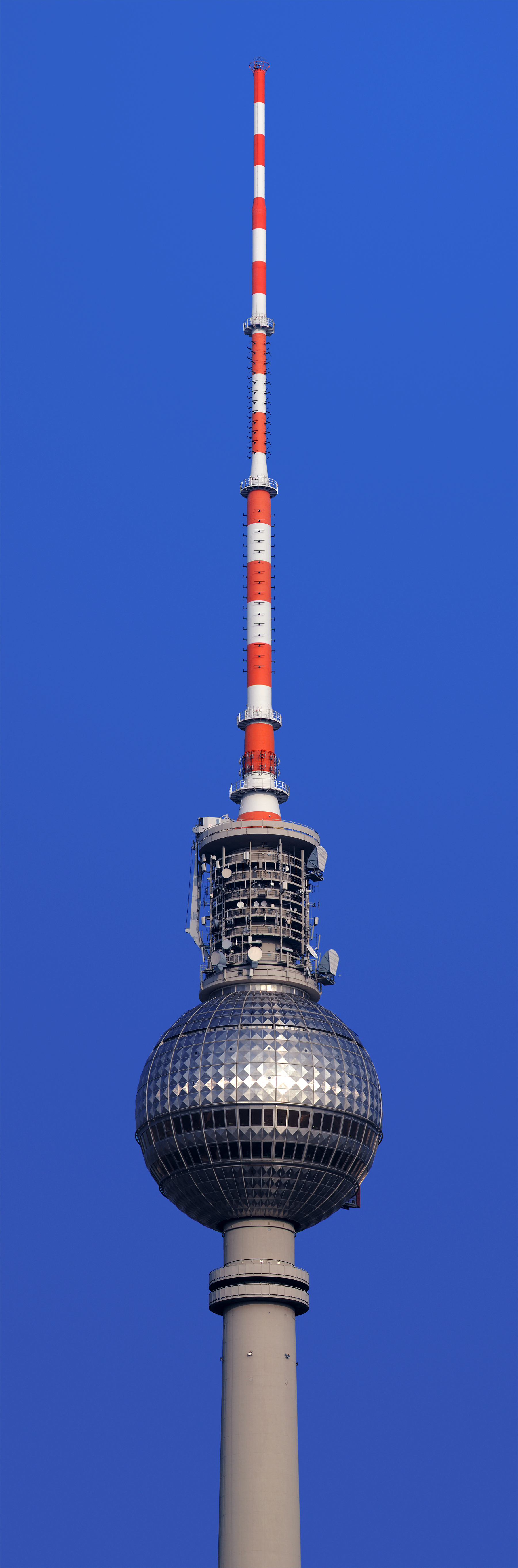
Berliner Fernsehturm

- Bahnbetriebsanlagen des ehemaligen Anhalter Güterbahnhofs
- Bösebrücke
- Berliner Fernsehturm
- Gasometer Fichtestraße
- Flaschenturm
- Flughafen Tempelhof
- Berliner Funkturm
- Hamburger Bahnhof
- Hochbahnanlage Warschauer Straße – Gleisdreieck / U-Bahn-Linie 1
- Jungfernbrücke
- Kraftwerk Klingenberg
- Schrotkugelturm
- Schwerbelastungskörper
- Brücken und Viadukte der Berliner Stadtbahntrasse
- Trudelturm
- Wasserwerk Friedrichshagen
- Wasserturm Prenzlauer Berg

## Brandenburg

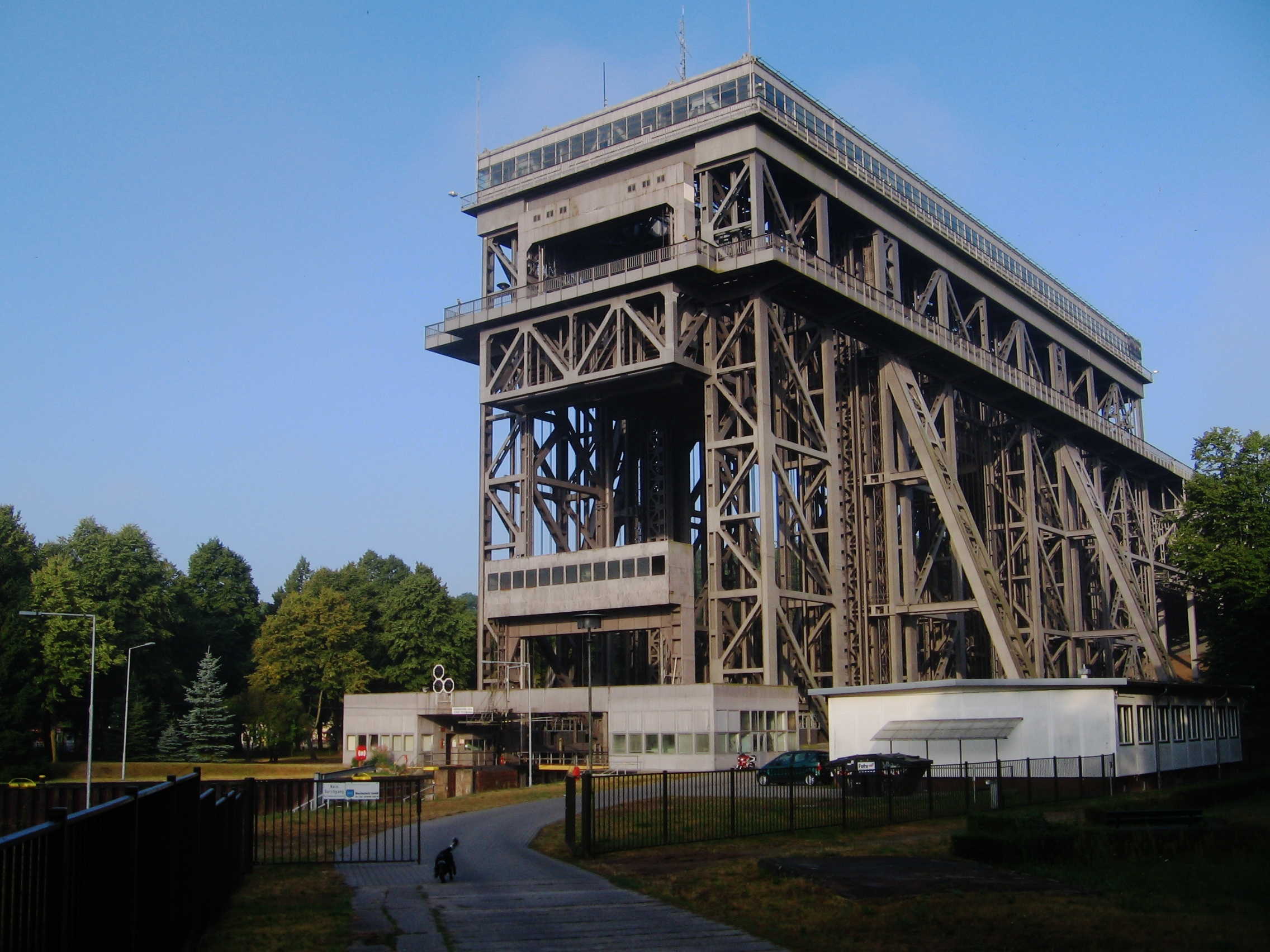
Schiffshebewerk Niederfinow

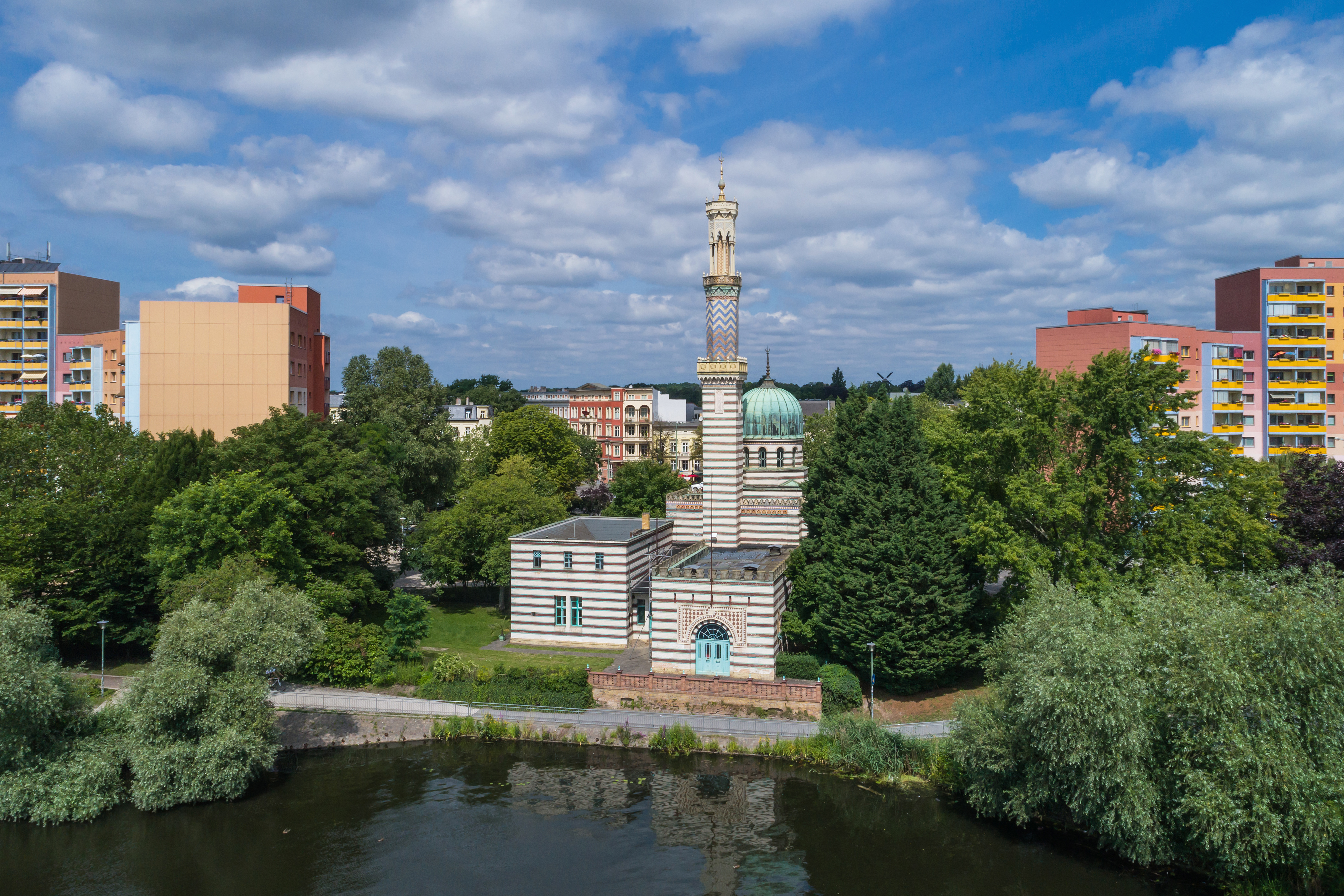
Wasserwerk „Maurische Moschee“

- Brandenburg an der Havel: Industriemuseum Brandenburg
- Domsdorf: Brikettfabrik Louise
- Eberswalde: Messingwerk Finow
- Königs Wusterhausen: Funkerberg
- Lichterfeld-Schacksdorf: Förderbrücke F 60
- Luckenwalde: Hutfabrik, erbaut von Erich Mendelsohn
- Neustadt (Dosse): Gaswerk Neustadt (Dosse) – letztes komplett erhaltene Gaswerk Deutschlands
- Niederfinow: Schiffshebewerk Niederfinow
- Oppelhain: Paltrockwindmühle Oppelhain
- Peitz: Eisenhütten- und Hammerwerk
- Potsdam
  - Einsteinturm
  - „Maurische Moschee“ – Pumpen- und Dampfmaschinenhaus
- Rüdersdorf: Museumspark Rüdersdorf mit Kalksteinbruch
- Werder (Havel): Ziegeleimuseum Glindow
- Zossen: Militäranlagen Wünsdorf
- Fürstenberg/Havel: Eisenbahnfähre Fürstenberg/Havel

## Bremen
- Bremen: Kaffee-HAG-Werk I
- Bremerhaven: Kalkofen

## Hamburg
- Alter Bahnhof Bergedorf
- Eisbrecher Stettin
- Wasserkunst Elbinsel Kaltehofe
- Motorschiff Stubnitz

## Hessen
- Frankfurt: Eiserner Steg
- Frankfurt: Großmarkthalle
- Kassel: Messinghof
- Oestrich-Winkel: Oestricher Kran

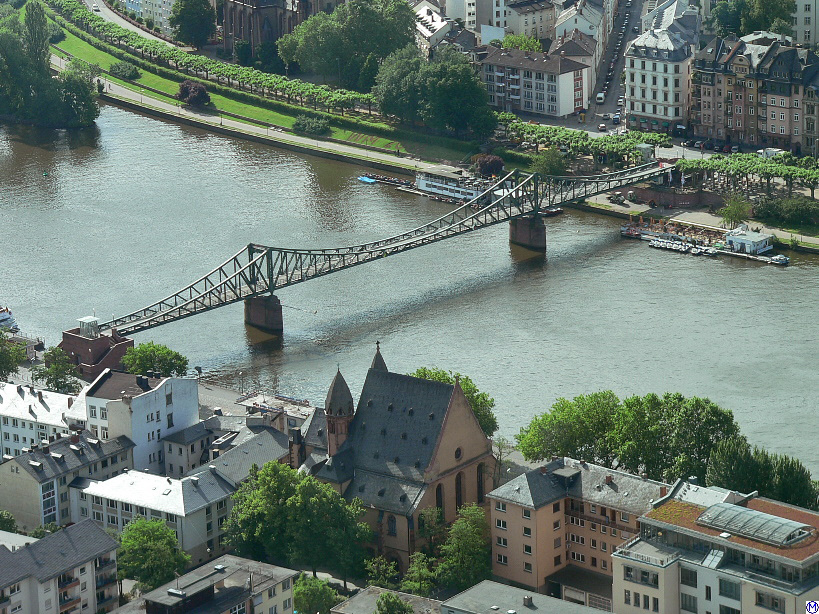
Eiserner Steg in Frankfurt

- Offenbach am Main: Bernardbau Gebäude der Schnupftabakfabrikation (1896)
- Geisenheim: Alte Werkshalle

## Mecklenburg-Vorpommern
- Demmin: Wasserturm
- Peenemünde: Kraftwerk Peenemünde
- Peenemünde: Prüfstand VII
- Peenemünde: Sauerstoffwerk II Peenemünde
- Rostock: Motorschiff Stubnitz
- Schwerin: Fernsehturm
- Schwerin: Wasserturm Neumühle
- Schwerin: Schleifmühle

## Niedersachsen
- Leuchtturm Alte Weser

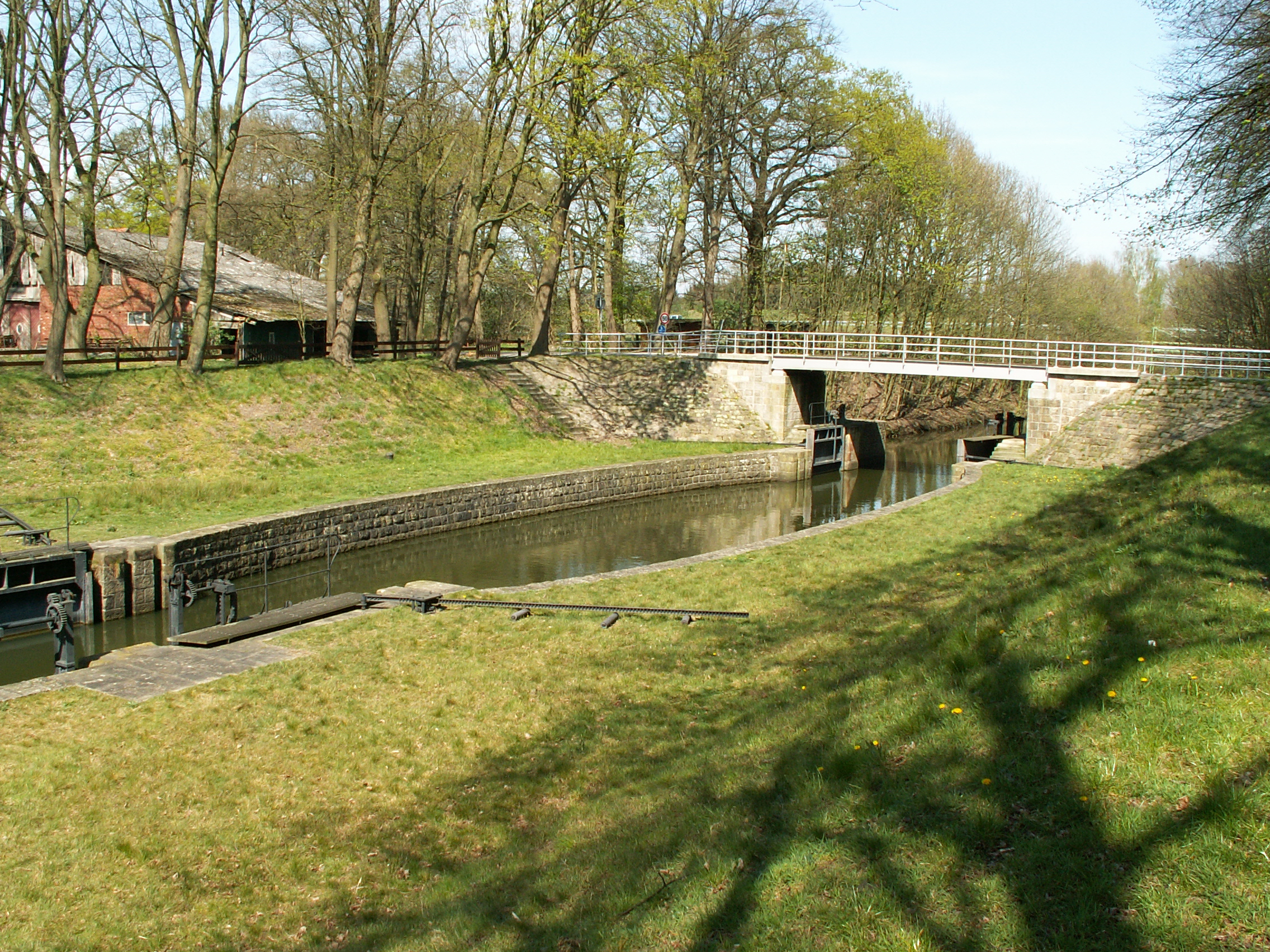
Nordhorn-Almelo-Kanal, Grenzschleuse Frensdorfer Haar

- Artlenburg: Schiffshebewerk Scharnebeck
- Bornum: Wilhelmshütte
- Dassel: Blankschmiede Neimke
- Einbeck: Saline Sülbeck
- Goslar: Erzbergwerk Rammelsberg
- Göttingen: Saline Luisenhall
- Gasometer Moringen
- Nordhorn: Nordhorn-Almelo-Kanal
- Oberharzer Wasserregal

- Oldau, Hambühren: Allerzentrale Oldau
- Osterode am Harz: Eulenburg
- Leuchtturm Roter Sand
- Saline Salzderhelden
- Wasserturm Groß Lafferde
- Wremen: Kleiner Preuße

## Nordrhein-Westfalen

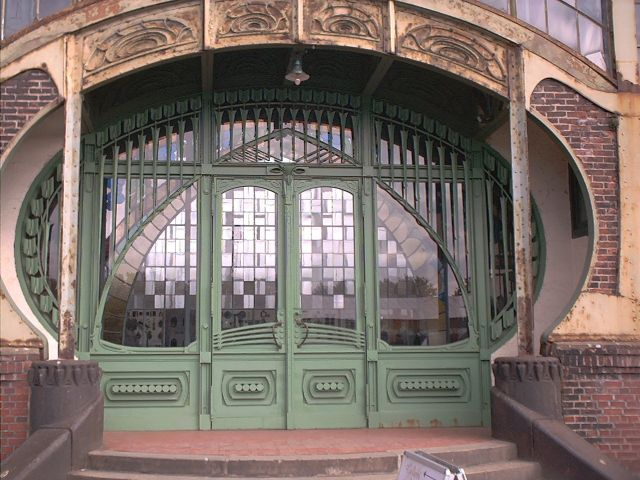
Zeche Zollern

- Bad Berleburg: Schieferschaubergwerk Raumland
- Bochum: Deutsches Bergbau-Museum Bochum
- Essen: Zeche Zollverein
- Dortmund: Zeche Zollern
- Dortmund: Kokerei Hansa
- Düsseldorf: Historische Gaslaternen Düsseldorf
- Duisburg: Landschaftspark Duisburg-Nord
- Fossa Eugeniana
- Gelmer: Kanalüberführung Münster-Gelmer
- Hamm: Zeche Maximilian
- Herten: Berghalden Hoheward und Hoppenbruch
- Köln: Helios AG
- Krefeld: Ehemaliges Klärwerk Krefeld
- Lage: Ziegelei Lage
- Ramsbeck: Erzbergwerk Ramsbeck
- Recklinghausen: Umspannwerk
- Rösrath: Lüderich
- Solingen: Müngstener Brücke
- Waltrop: Schiffshebewerk Henrichenburg
- Wuppertal: Kalktrichterofen Wuppertal
- Wuppertal: Wuppertaler Schwebebahn

## Rheinland-Pfalz
- Bingen: Rheinkran

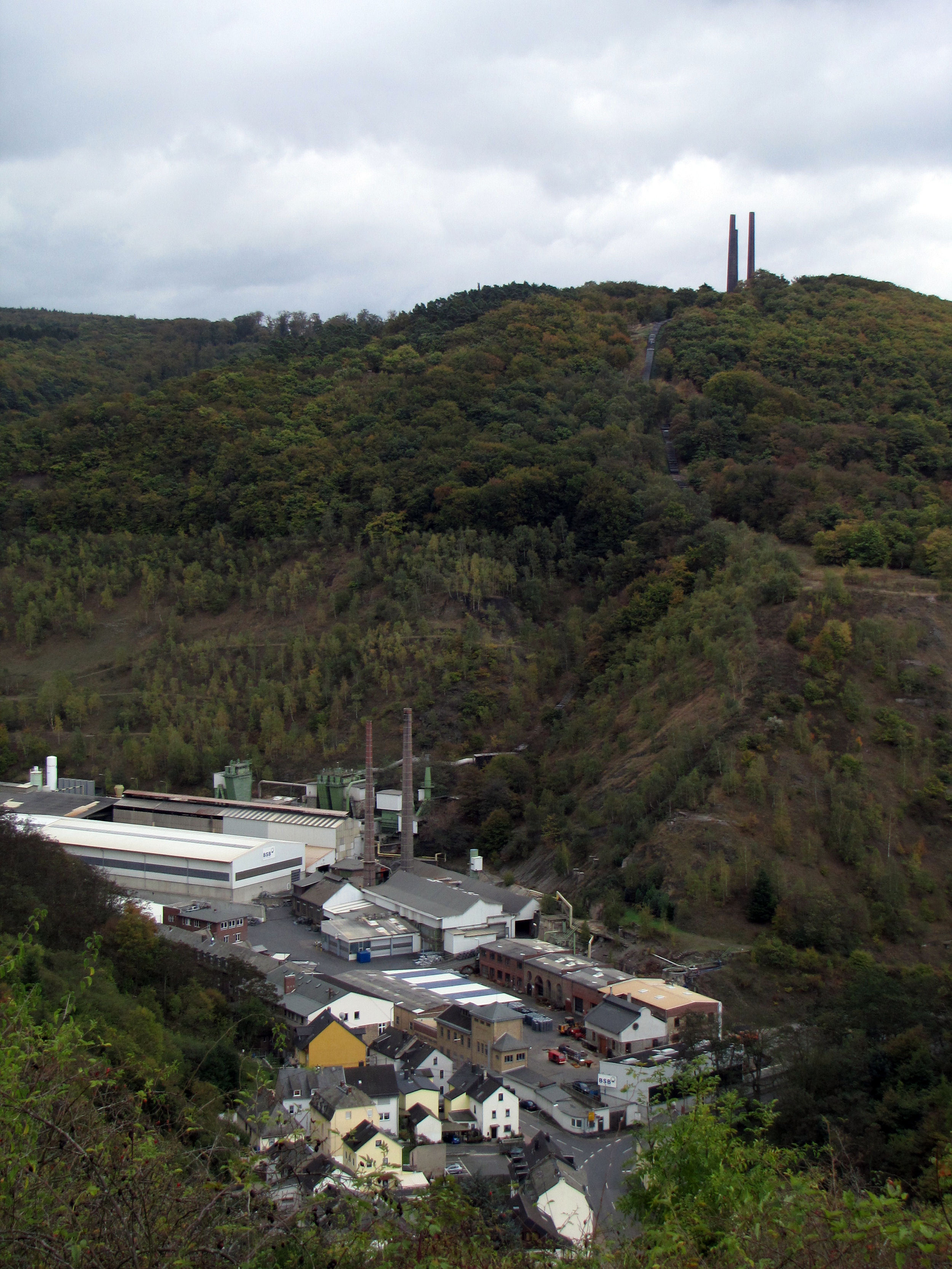
Die Blei- und Silberhütte Braubach mit den markanten drei Schornsteinen

- Braubach: Blei- und Silberhütte Braubach
- Nievern: Nieverner Hütte
- Waldalgesheim: Grube Amalienhöhe
- Trier: Alter Krahnen
- Marnheim: Pfrimmtalviadukt
- Bendorf/Sayn: Sayner Hütte

## Saarland
- Völklingen: Völklinger Hütte

## Sachsen

Göltzschtalbrücke

- Annaberg-Buchholz: Frohnauer Hammer
- Bad Schandau: Personenaufzug Bad Schandau
- Bautzen: Alte Wasserkunst
- Chemnitz: Bahnbetriebswerk Chemnitz-Hilbersdorf mit Seilablaufanlage
- Chemnitz: Viadukt Chemnitz
- Dresden: Blaues Wunder
- Erzkanal im Freiberger Nordrevier
- Freiberg: Freibergsdorfer Hammer
- Freiberg: Himmelfahrt Fundgrube
- Freiberg: Drei-Brüder-Schacht
- Halsbrücke: Halsbrücker Esse
- Lengefeld: Museum Kalkwerk
- Löbauer Berg: König-Friedrich-August-Turm
- Markersbacher Viadukt
- Mylau: Göltzschtalbrücke
- Neumannmühle (Sächsische Schweiz)
- Bergbaumuseum Oelsnitz/Erzgebirge
- Rothschönberger Stolln
- Weißwasser / Bad Muskau: Waldeisenbahn Muskau
- Wilsdruff: Sender Wilsdruff
- Zwönitz: Technisches Museum Papiermühle Niederzwönitz

## Sachsen-Anhalt
- Magdeburg: Schiffshebewerk Rothensee
- Zeitz: Brikettfabrik Herrmannschacht

## Schleswig-Holstein
- Rendsburg: Rendsburger Hochbrücke

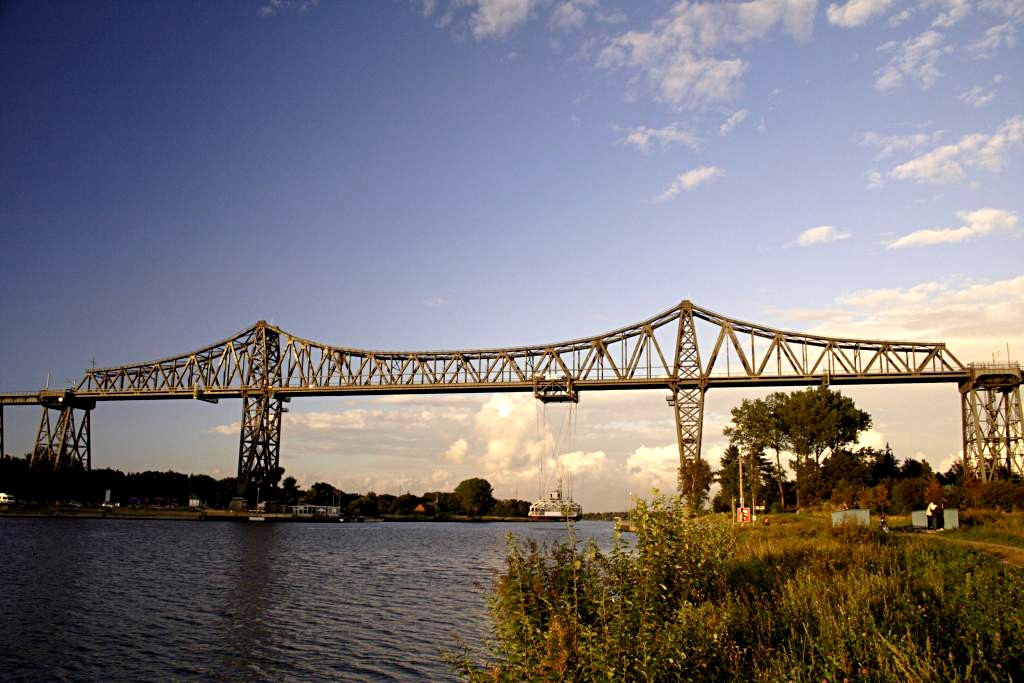
Rendsburger Hochbrücke

- Pallas (im Meer westlich von Amrum)

## Thüringen
- Brandleitetunnel
- Lehesten: Schieferpark Lehesten
- Ohrdruf: Alte Gerberei
- Ohrdruf: Tobiashammer
- Schmalkalden: Neue Hütte
- Sondershausen: Erlebnisbergwerk „Glückauf“